# 组织 (生物学)

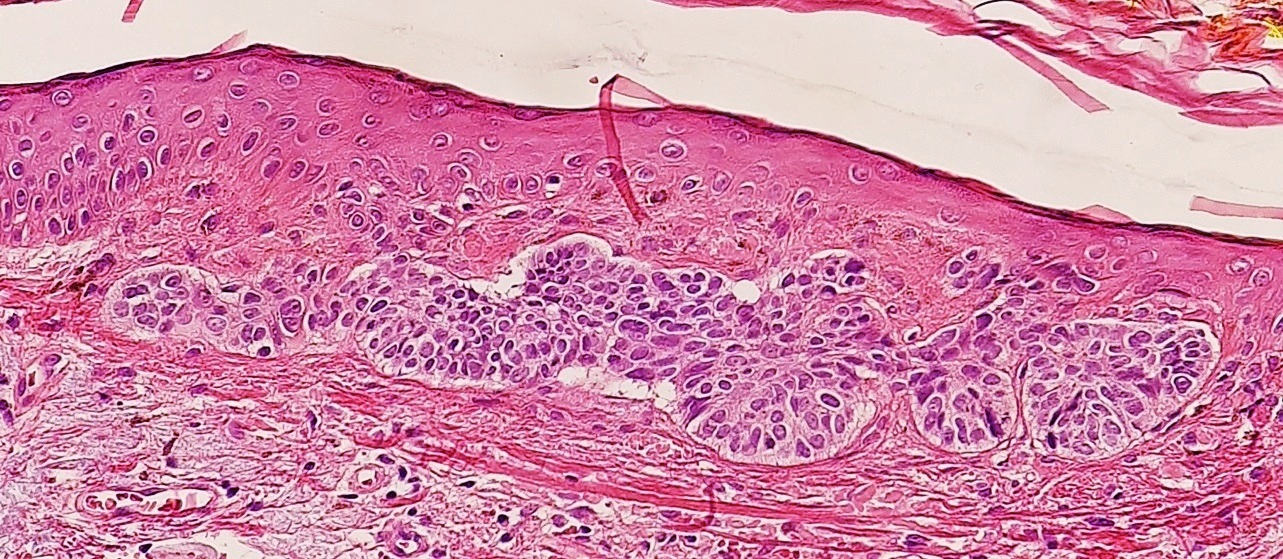
浅表毛囊组织。

组织（英語：Tissue）旧称𪱣，是生物学中介于细胞和完整器官之间的生物组构层级，它由许多属于同一器官的形态相似的细胞以及細胞外基質组成，并且具有一定功能。不同的组织分工合作形成器官。研究组织的学科是组织学，研究其病态的学科是組織病理學。多种组织构成一个器官。

## 动物组织

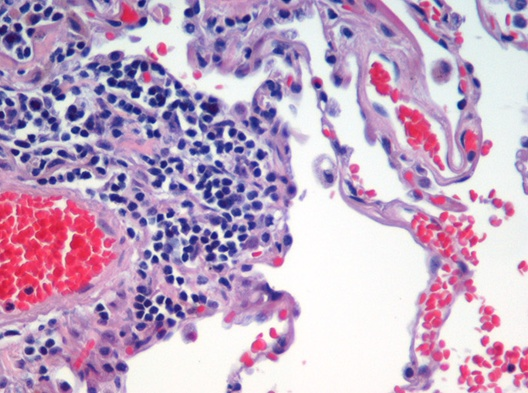
人类肺部组织标本可见许多组织

动物的受精卵经过细胞分裂、分化，形成了上皮组织、肌肉组织、神经组织和结缔组织等基本组织。

## 植物组织

亚麻茎的横截面显示多层不同组织类型

植物组织包括分生组织和基本组织等。分生组织经过分裂、分化形成保护组织、机械组织、营养组织和输导组织。